# Natalie Appleton

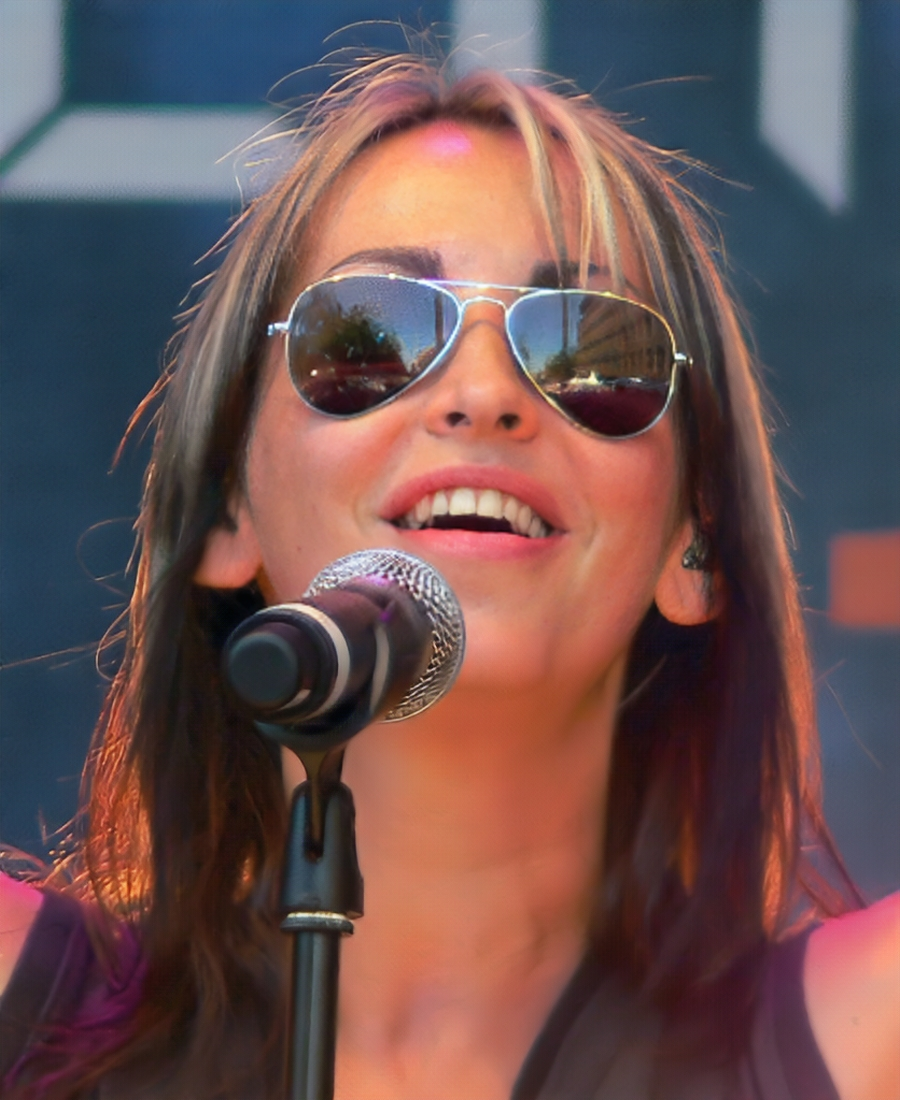
Natalie Appleton 2007

Natalie Jane Appleton Howlett (* 14. Mai 1973 in Mississauga) ist eine kanadische Sängerin. Sie ist wie ihre jüngere Schwester Nicole Appleton Mitglied der Girlgroup All Saints.

## Leben und Werk

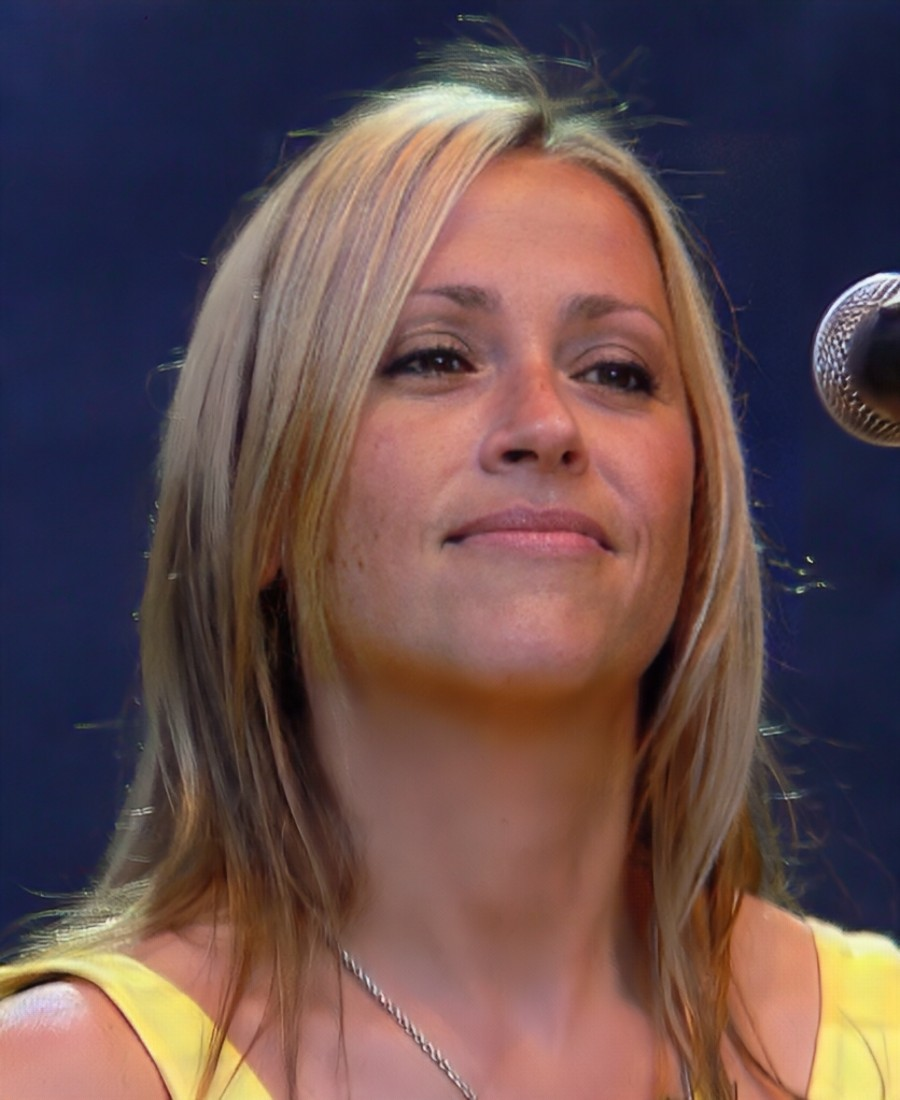
Nicole Appleton 2007

Die Eltern von Appleton sind die Britin Mary Appleton und der Kanadier Ken Appleton. Appleton hat drei Schwestern. Lori und Lee sind älter und Nicole ist jünger als sie. Die Eltern trennten sich, als die Schwestern noch Kinder waren. Der Vater zog nach London, wo ihn Natalie und Nicole Appleton regelmäßig besuchten. 1983 zog auch ihre Mutter zusammen mit Nicole und Natalie nach London. Dort besuchte Appleton zusammen mit ihrer Schwester Nicole und Melanie Blatt die Sylvia Young Theatre School. Später hatte sie ihren Wohnsitz in New York, wo sie ihre Ausbildung an der High School in Ellenville fortsetzte. 1986 hatte sie einen kurzen Auftritt in der britischen Fernsehserie Grange Hill.
1990 kam Appleton zurück nach England und lebte im Londoner Stadtteil Camden. Dort lernte sie den Stripper Carl Robinson kennen. Die beiden wurden ein Paar und wenig später zog sie bei ihm ein. Im Mai 1992 wurde die gemeinsame Tochter Rachel Appleton geboren. Das Paar heiratete 1993 in New York und ließ sich 1995 wieder scheiden.

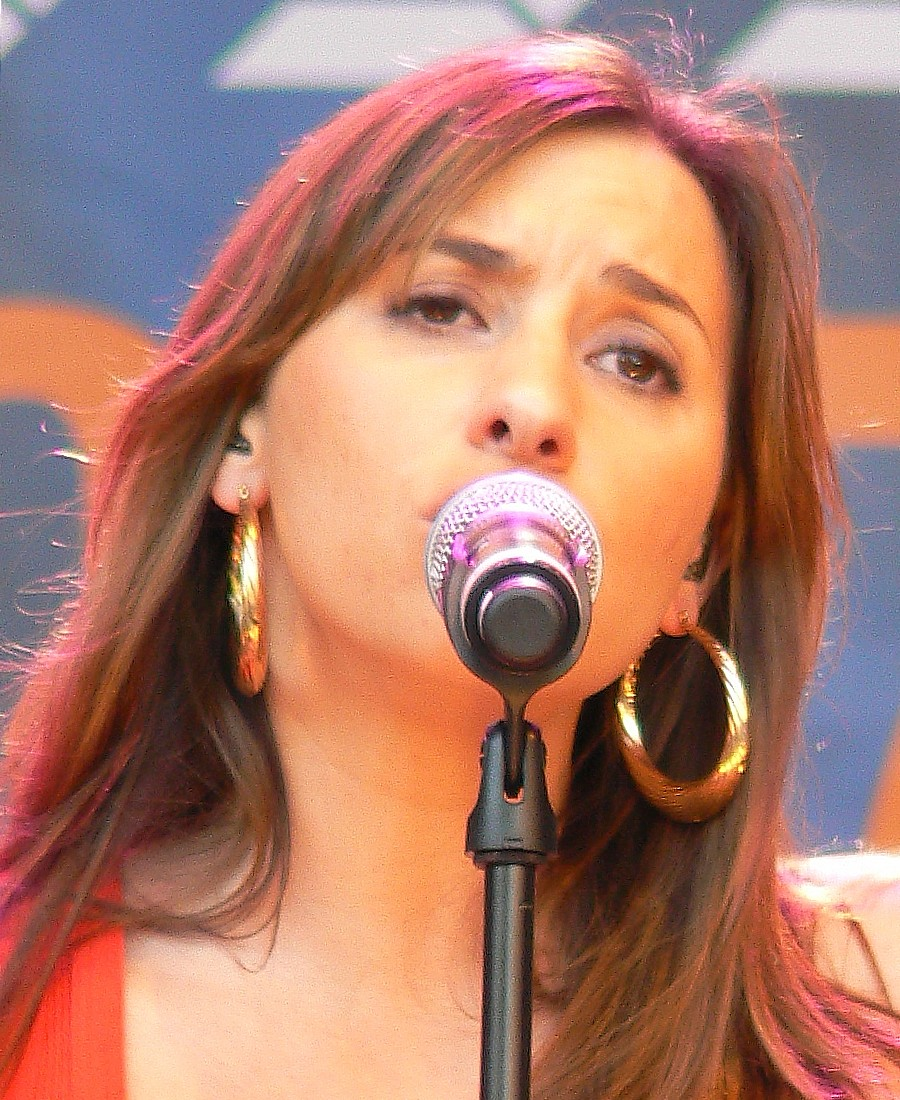
Melanie Blatt 2007

1996 wurde ihre Schwester Nicole Mitglied der von Melanie Blatt und Shaznay Lewis gegründeten Band All Saints. Auf Betreiben ihrer Schwester wurde schließlich auch Natalie Appleton in die Band aufgenommen. Die Musikgruppe veröffentlichte zwischen 1997 und 2001 zwei Longplayer und zahlreiche Singles, von denen fünf die Spitze der britischen Charts erreichten. Natalie Appleton war bei nur wenigen Titeln Co-Autorin. In dieser Zeit hatte Appleton Beziehungen mit dem TV-Moderator Jamie Theakston und dem Schauspieler Jonny Lee Miller.
Im Jahr 2000 spielten die Appleton-Schwestern und Blatt im wenig erfolgreichen Film Honest mit, bei dem der ehemalige Eurythmics-Musiker Dave Stewart Regie führte. Für den Soundtrack nahm Natalie Appleton zusammen mit Bootsy Collins das Duett You're All I Need To Get By auf. Die Nummer war 1968 ein Hit von Marvin Gaye and Tammi Terrell.
2001 löste sich die Band All Saints vorübergehend auf. Daraufhin gründeten die Schwestern Nicole und Natalie das Popduo Appleton und gingen 2002 für Musikaufnahmen ins Studio. Im September 2002 veröffentlichten sie mit Fantasy ihre erste Single, die Platz 2 der britischen Single-Charts erreichte. Zusammen mit ihrer Schwester verfasste Natalie Appleton auch eine Autobiografie mit dem Titel Together, die im Oktober 2002 erschien. 2003 folgte von Appleton der Longplayer Everything’s Eventual mit den Singleauskopplungen Don’t Worry und Everything Eventually. Bei einigen Liedern war Appleton Co-Autorin oder auch alleinige Komponistin.
Im Juni 2002 heiratete Appleton Liam Howlett, den Keyboarder und Musikprogrammierer von The Prodigy. Im März 2004 wurde Ace Billy Howlett, das gemeinsame Kind des Paares, geboren. Im November 2004 war Appleton Kandidatin in der vierten Staffel von I’m a Celebrity … Get Me Out of Here!.
2006 kam es zur Wiedervereinigung von All Saints. Zum Ende des Jahres veröffentlichte die Band ihr drittes Studioalbum zusammen mit einer Singleauskopplung. 2009 folgte die erneute Auflösung der All Saints. 2014 kamen die Sängerinnen der All Saints wieder zusammen und brachten 2016 ihr viertes Studioalbum Red Flag heraus. 2018 folgte das All-Saints-Album Testament.
Von Januar bis Februar 2023 nahm Appleton als Fawn an der vierten Staffel der britischen Version von The Masked Singer teil, in der sie im Finale den dritten Platz erreichte. Im Finale der fünften Staffel sang sie mit dem Kandidaten Piranha ein Duett.
Natalie Appleton lebt heute mit ihrer Familie im Londoner Stadtteil Hampstead.

## Diskografie
- 2000: You’re All I Need To Get By (Soundtrack zum Spielfilm Honest)
- 2002: Fantasy (Single mit Appleton)
- 2003: Don’t Worry (Single mit Appleton)
- 2003: Everything’s Eventual (LP mit Appleton)
- 2003: Everything Eventually (Single mit Appleton)